# Сантана (Низа)
Сантана (порт. Santana) — район (фрегезия) в Португалии, входит в округ Порталегре. Является составной частью муниципалитета Низа. По старому административному делению входил в провинцию Алту-Алентежу. Входит в экономико-статистический субрегион Алту-Алентежу, который входит в Алентежу. Население составляет 445 человек на 2001 год. Занимает площадь 27,28 км².